# Edward Ludwig
Edward Irving Ludwig (7 de octubre de 1899 – 20 de agosto de 1982) fue un guionista y director estadounidense de origen ruso. Dirigió casi 100 películas entre 1921 y 1963 (algunas de ellas bajo los nombres Edward Luddy y Charles Fuhr).
Ludwig fue también uno de los directores de The Restless Gun, una serie de westerns de la NBC con John Paynes. Ludwig y Erle C. Kenton fueron los directores principales de la serie televisiva de la CBS, The Texan (1958-1960), protagonizada por Rory Calhoun como "Robin Hood del Oeste" quién va a la deriva a través de la región ayudando a las personas en necesidad. The Texan en su primera temporada fue emitida a la vez que The Restless Gun en su segunda y última temporada.
Ludwig nació en Rusia, y llegó a los Estados Unidos a través de Canadá encima el 6 de marzo de 1911. Consiguió la nacionalidad el 23 de diciembre de 1932 y murió en Santa Mónica, California, en 1982.

## Filmografía más relevante
- Rip Van Winkle (1921)
- The Irresistible Lover (1927)
- The Girl from Woolworth's (1929)
- See America Thirst (1930)
- Fatal Lady (1936)
- The Last Gangster (1937)
- Her Husband Lies (1937)
- Swiss Family Robinson (1940)
- They Came to Blow Up America (1943)
- Bomber's Moon (codirector, figura en los créditos como "Charles Fuhr"; 1943)
- The Fighting Seabees (1944) con John Wayne
- Three Is a Family (1944)
- Wake of the Red Witch (1948) con John Wayne
- The Big Wheel (1949) con Mickey Rooney y Thomas Mitchell
- Big Jim McLain (1952) con John Wayne y James Arness
- Sangaree (1953)
- The Black Scorpion (1957)